# A una nariz
A una nariz es un soneto satírico escrito en el siglo XVII por Francisco de Quevedo parodiando la nariz de Luis de Góngora. Una de las primeras versiones publicadas corresponde a la colección  Parnaso español, la principal colección de poesía de Quevedo, aparecida póstumamente en 1647.

## Métrica
El soneto contiene catorce versos de once sílabas: dos cuartetos y dos tercetos:
1 2 3 4 5 6 7 8 9 10 + 1 = 11
Érase_un hombre_a_una nariz pe-gado,
1 2 3 4 5 6 7 8 9 10 + 1 = 11
érase_una nariz superla-tiva,
1 2 3 4 5 6 7 8 9 10 + 1 = 11
érase_una nariz sayón y_escriba,
1 2 3 4 5 6 7 8 9 10 + 1 = 11
érase_un peje_espada muy barbado.

La rima es consonante, con el esquema ABBA ABBA CDC DCD:

Érase un hombre a una nariz pegado, A
érase una nariz superlativa, B
érase una nariz sayón y escriba, B
érase un peje espada muy barbado. A
Érase un reloj de sol mal encarado, A
érase una alquitara pensativa, B
érase un elefante boca arriba, B
era Ovidio Nasón más narizado. A

Érase un espolón de una galera, C
érase una pirámide de Egito, D
las doce Tribus de narices era. C

Érase un naricísimo infinito, D
muchísimo nariz, nariz tan fiera C
que en la cara de Anás fuera delito. D

## Poema
Existen dos versiones del soneto:

Versión A:

Érase un hombre a una nariz pegado,
érase una nariz superlativa,
érase una nariz sayón y escriba,
érase un pez espada muy barbado.

Era un reloj de sol mal encarado,
érase una alquitara pensativa,
érase un elefante boca arriba,
era Ovidio Nasón más narizado.

Érase el espolón de una galera,
érase una pirámide de Egipto,
las doce tribus de narices era.
Érase un naricísimo infinito,
muchísimo nariz, nariz tan fiera
que en la cara de Anás fuera delito.
Versión B:

Érase un hombre a una nariz pegado,
Érase una nariz superlativa, 
Érase una alquitara medio viva, 
Érase un peje espada mal barbado;

Era un reloj de sol mal encarado. 
Érase un elefante boca arriba, 
Érase una nariz sayón y escriba, 
Un Ovidio Nasón mal narigado.
Érase el espolón de una galera, 
Érase una pirámide de Egipto, 
Los doce tribus de narices era;
Érase un naricísimo infinito, 
Frisón archinariz, caratulera, 
Sabañón garrafal morado y frito.